# The Fool (film)
Pour les articles homonymes, voir The Fool.
Pour plus de détails, voir Fiche technique et Distribution.
The Fool est un film britannique réalisé par Christine Edzard, sorti en 1990.

## Synopsis
Au XIXe siècle, « Sir John » est un employé qui parvient à rejoindre les hautes sphères et à participer à des opérations financières tout en vivant dans les bas quartiers de Londres.

## Fiche technique
- Titre : The Fool
- Réalisation : Christine Edzard
- Scénario : Christine Edzard et Olivier Stockman
- Musique : Michel Sanvoisin
- Photographie : Robin Vidgeon
- Montage : Olivier Stockman
- Production : Neville Cawas Bardoliwalla, Christine Edzard et Richard Goodwin
- Société de production : Sands Films, Film Four International et British Screen Productions
- Pays :  Royaume-Uni
- Genre : Drame et historique
- Durée : 140 minutes
- Dates de sortie : 
  -  Royaume-Uni : 7 décembre 1990

## Distribution
- Derek Jacobi : M. Frederick « Sir John »
- Cyril Cusack : le vendeur de ballades
- Ruth Mitchell : la fille
- Maria Aitken : Lady Amelia
- Irina Brook : Georgiana Shillibeer
- Paul Brooke : Lord Paramount
- Richard Caldicot : Duke
- James Cairncross : M. Trott
- Jim Carter : M. Blackthorn
- Jonathan Cecil : Sir Martin Locket
- Maria Charles : le cueilleur pur
- Richard Clifford : George Locket
- James Cosmo : M. Bowring
- Rosalie Crutchley : Mme. Harris
- Michael Feast : M. Edwin
- Graham Fletcher-Cook : Billy le siffleur
- Ian Gelder : Henry Gibbs
- Ann-Marie Gwatkin : Emily
- Dilys Hamlett : Lady Emma
- Roger Hammond : Augustus Roddick
- John Harding : M. Priddle
- Patricia Hayes : la duchesse de Dowager
- Don Henderson : Bob
- Michael Hordern : Mr Tatham
- Stratford Johns : Arthur Shillibeer
- Preston Lockwood : M. Benjamin
- Miriam Margolyes : Mme. Bowring
- John McEnery : M. Maclean
- Philip McGough : M. Croker
- Michael Medwin : M. Wells
- Murray Melvin : Jeremy Ruttle
- Rory Murray : Henry Ottaway
- Corin Redgrave : Sir Thomas Neathouse
- Miranda Richardson : Columbine / Rosalind / Ophelia
- Joan Sims : Lady Daphne
- Auriol Smith : Lady Augusta
- Nicholas Tennant : Curley
- Frederick Treves : Samuel Simpson
- Bill Wallis : Henry Beauchamp-Harper

## Production
Le film a bénéficié d'un budget de 4 millions de £.

## Distinctions
Le film a été présenté hors compétition à la Berlinale 1991.